# AaaaaAAaaaAAAaaAAAAaAAAAA!!! — A Reckless Disregard for Gravity
AaaaaAAaaaAAAaaAAAAaAAAAA!!! - A Reckless Disregard for Gravity (ufficialmente abbreviato come AaAaAA!!!) è un videogioco di simulazione pubblicato il 3 settembre 2009 da Dejobaan Games per Microsoft Windows. Si svolge nell'anno 2011 in una versione in realtà alternativa di Boston, Massachusetts, i giocatori saltano dall'edificio più alto della città, cercando di ottenere il punteggio più alto possibile.

## Modalità di gioco
AaAaAA!!! è un gioco in cui i giocatori saltano a capofitto dalla cima dell'edificio più alto verso il basso. Il gioco è visto in una prospettiva in prima persona 3D. I giocatori guadagnano punti volando vicino a oggetti durante la discesa, sfondando varie lastre di vetro colorato, atterrando con il paracadute su una zona di rilascio designata senza finire con ossa rotte. I giocatori possono ricevere anche punti volando molto vicino a edifici o altri ostacoli in volo. I giocatori ricevono anche punti bonus spruzzando vernice sugli edifici, dare il pollice in su ai fan e fare gesti maleducati ai manifestanti.

## Sviluppo
La prima versione di AaAaAA!!! era un prototipo basato su persone che saltavano da una base dal fianco di una montagna. Una delle sfide nello sviluppo di questo gioco è stata la creazione di una meccanica di gioco di base e quindi la semplificazione fino a renderla necessaria. È stato quindi sviluppato come spin-off di un gioco precedente, Inago Rage. Alcune delle influenze durante lo sviluppo sono state Alternate Reality: The City, M.U.L.E. e Koronis Rift.